# Цабај-Чапор
Цабај-Чапор (слч. Cabaj-Čápor) насељено је мјесто са административним статусом сеоске општине (слч. obec) у округу Њитра, у Њитранском крају, Словачка Република.

## Становништво
| Година:    | 1994. | 2004.   | 2014.    | 2024.   |
| ---------- | ----- | ------- | -------- | ------- |
| Број људи: | 3270  | 3562    | 4042     | 4358    |
| Разлика:   |       | +8,92 % | +13,47 % | +7,81 % |

| Година:    | 2023. | 2024.   |
| ---------- | ----- | ------- |
| Број људи: | 4318  | 4358    |
| Разлика:   |       | +0,92 % |

Према подацима о броју становника из 2011. године насеље је имало 3.883 становника.